# Leandro Aguirre
Leandro Damián Aguirre (Rosario, 8 febbraio 1989) è un calciatore argentino, centrocampista del Marsaxlokk.

## Carriera
Ha giocato nella massima serie dei campionati argentino e maltese, oltre ad aver collezionato quasi 160 presenze nella seconda divisione argentina.